# Angelikasav
Az angelikasav telítetlen monokarbonsav. Leginkább a zellerfélék (Apiaceae) családjába tartozó növényekben fordul elő. Ludwig Andreas Buchner német gyógyszerész izolálta 1842-ben az orvosi angyalgyökér (Angelica archangelica) gyökeréből, ami a vegyület névadója is lett. Csípős ízű és szúrós, savanyú szagú, illékony szilárd vegyület. A 2-metil-2-buténsav cisz izomere, melegítés vagy szervetlen savak hatására könnyen átalakul tiglinsavvá, a transz izomerré. A visszaalakulás jóval nehezebben megy végbe. Sói és észterei az angelátok. 

## Neve és felfedezése
Elsőként Ludwig Andreas Buchner (1813–1897) német gyógyszerész izolálta 1842-ben az orvosi angyalgyökér (Angelica archangelica) gyökeréből. A vegyületet a növény után nevezte el.

## Előfordulása
Számos, elsősorban a zellerfélék családjába tartozó növény gyökerében megtalálható, például Angelica archangelica, Peucedanum ostruthium (mestergyökér), Levisticum officinale (orvosi lestyán), Euryangium sumbul és Laserpitium latifolium.  A sárgarépa olajában is megtalálható. Kinyerhető a kamillafélék virágának olajából is, a római kamilla (Anthemis nobilis) olajának 85%-át az angelikasav és tiglinsav észterei alkotják, ezen kívül izobutil-angelát és amil-angelát is található benne. A legnagyobb savtartalma az Angelica archangelica-nak van, mintegy 0,3%.

## Tulajdonságai
Csípős ízű és szúrós, savanyú szagú, illékony szilárd anyag. Színtelen monoklin prizmák formájában kristályosodik, melyek alkoholban vagy forró vízben jól, hideg vízben lassan oldódnak. Az angelikasav és tiglinsav a 2-metil-2-buténsav are cisz és transz izomerjei. Előbbi teljesen átalakítható a másik izomerré kb. 40 órán keresztül történő forralással, kénsavval vagy más savval történő reakcióval, bázis jelenlétében 100 °C hőmérséklet fölé történő hevítéssel. Az átalakulás kb. 25 évig történő tárolás során is végbemegy. A másik irányú átalakulás jóval nehezebben megy végbe, ultraibolya fény válthatja ki (a látható fény energiája nem elegendő). Az átalakulás sebessége kicsi, mindössze 0,36 g angelikasav nyerhető 13 g tiglinsavból 43 nap, 500 wattos lámpával történő besugárzás hatására. Az angelikasavnak, mint cisz izomernek, alacsonyabb az olvadáspontja és nagyobb a savi disszociációs állandója, mint a tiglinsavnak, ez összhangban van a szokásos trendekkel.
Hidrogén-bromiddal és brómmal reagálva rendre brómvaleriánsav, illetve dibrómvaleriánsav keletkezik, 60–70%-os hozammal. Klórvaleriánsav és jódvaleriánsav hidrogén-kloriddal, illetve hidrogén-jodiddal történő reakcióval állítható elő. Sóit angelátoknak nevezzük. Az M alkáliföldfémek angelátjai fehér, vízoldható kristályokat alkotnak, általános képletük M(C5H7O2)2.

## Fordítás
Ez a szócikk részben vagy egészben  az   Angelic acid című angol Wikipédia-szócikk ezen változatának fordításán alapul.  Az eredeti cikk szerkesztőit annak laptörténete sorolja fel. Ez a jelzés csupán a megfogalmazás eredetét és a szerzői jogokat jelzi, nem szolgál a cikkben szereplő információk forrásmegjelöléseként.